# Mogollon

La région des Mogollons (en vert). Elle est voisine des cultures Hohokam (en violet) et Anasazi (en orange). Les trois sites archéologiques les plus importants de cette région sont Mesa Verde (1), Chaco Canyon (2) et Gila Cliff (3).

Mogollon (prononciation : Mug-ee-yon) est le nom qui a été donné à l'époque contemporaine à une culture amérindienne qui s'est développée entre le IIe et le XVe siècle dans les actuels États d'Arizona, du Nouveau-Mexique (situés au sud-ouest des États-Unis), de Chihuahua et de Sonora (situés au nord-ouest du Mexique). Elle présente des similitudes avec certaines autres cultures d'Oasisamérique comme celles des Hohokams et des Anasazis, qui en étaient contemporaines. Les raisons de sa disparition sont obscures. Les vestiges de cette culture peuvent être visités dans le Gila Cliff Dwellings National Monument au Nouveau-Mexique.

## Culture

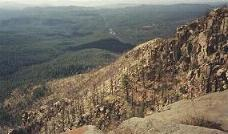
Sierra de Mogollon.
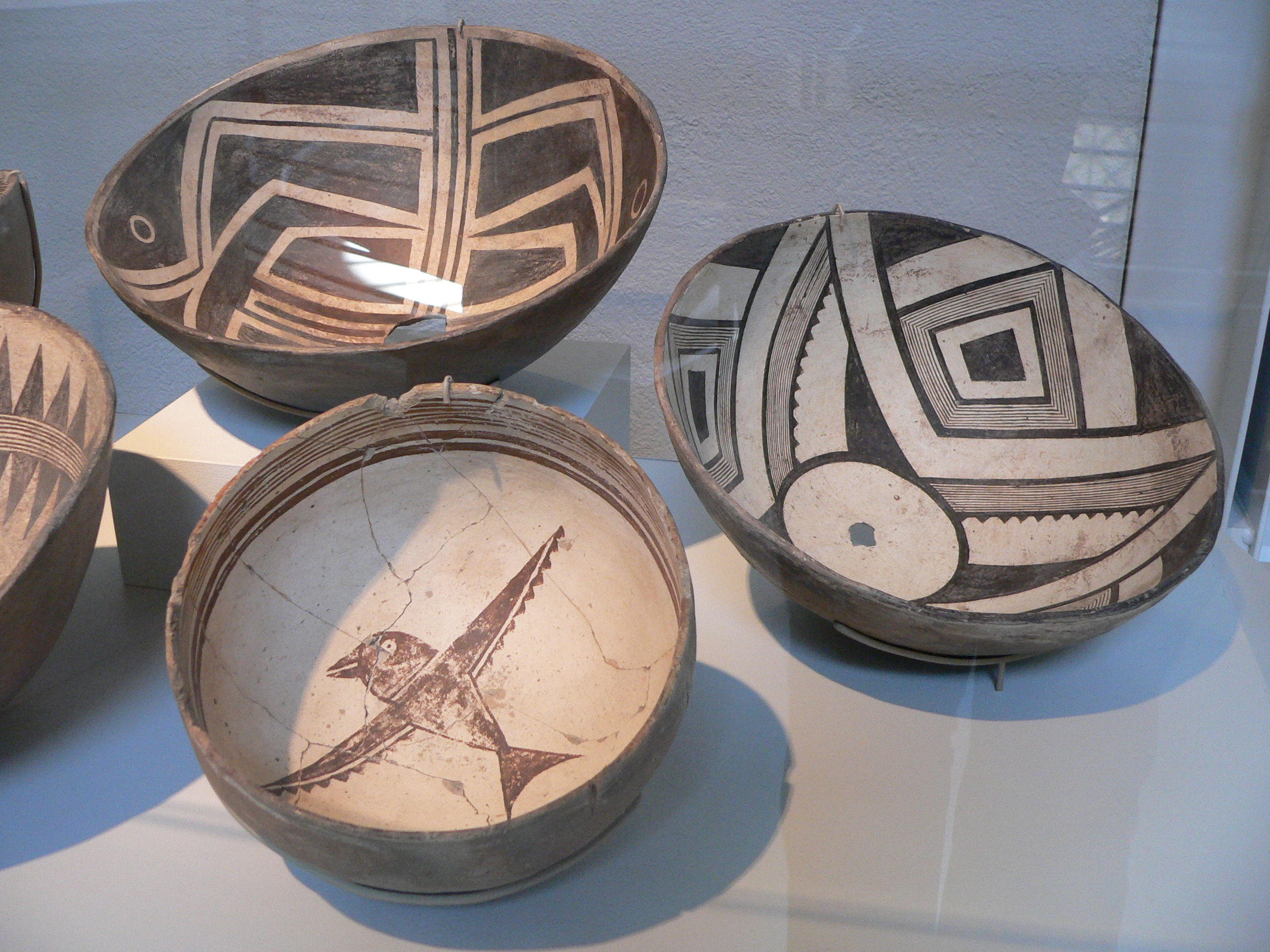
Céramiques mimbres.

Mogollón vient de la Sierra de Mogollón, qui à son tour a été nommée par l'officier espagnol Juan Ignacio Flores Mogollón, gouverneur du Nouveau-Mexique de 1712 à 1715.
Les Mogollons vivaient sur un territoire immense ; par conséquent, ils subissaient des contraintes naturelles très différentes.
Ils vivaient davantage des produits de la chasse que de l'agriculture (haricot, courge), sans connaître les techniques de l'irrigation.
Ils produisaient une poterie brune ou rouge, sans décor peint. Ils vivaient dans des maisons semi-enterrées (pithouses en anglais).